# Mambo
Mamboはフリーかつオープンソースのコンテンツ管理システム (CMS) で、単純なウェブインタフェースでウェブサイトを構築・管理できる。元々は有償版をMambo、無償版を Mambo Open Source (MOS) と呼んでいた。

## 特徴
ページのキャッシング機能を備え、アクセスの多いサイトの性能を向上させることができる。最新のテンプレート技法を採用し、APIもしっかりしている。RSSフィードを提供でき、静的ページのウェブインデクシングなどの各種タスクを自動化できる。
ページの印刷可能バージョンを提供する機能、ニュース速報機能、ブログ機能、フォーラム機能、投票機能、カレンダー、サイト検索、多言語対応など、進んだインタフェースを持つ。

## Mambo Foundation
コードベースや名称の所有権や著作権は、Mambo Foundation が所有する。これは、Mamboオープンソース・プロジェクトをサポートし推進するために結成された非営利組織である。
Mambo Foundationはオーストラリアで結成された非営利組織である。Eclipse FoundationとGNOME Foundationをモデルとし、会員から選ばれた運営委員会によって運営されている。Mamboシステムの開発推進と脅威や悪用からプロジェクトを守ることを使命としている。

## 歴史
2000年3月、メルボルンでMiro Construct Pty Ltdを創業したPeter LamontとJunio Souza MartinsがMamboの開発を開始。このときはクローズドソースのコンテンツ管理システム (CMS) だった。2001年4月デュアルライセンスを採用し、GPLでMambo Site ServerをSourceForge.net上にリリースした。2001年5月、mamboserver.comというドメイン名を登録。その後2002年中ごろまでMamboは同社でのみ開発していて、バグ修正やセキュリティパッチをGPL版にも提供していたが、機能拡張は全く行っていなかった。
2002年、Miro ConstructはMambo 2002という商用版CMSをリリースした。オープンソース版のMambo Site Serverはバージョンが3.0.xとなったころ "Mambo Open Source" (MOS) と改称された。Mambo Open Sourceのプロジェクト責任者にRobert Castleyが就任し、2002年末までにボランティアの開発者チームをまとめた。同年、Mambo Open Source 4.0をリリース。
2003年初め、Miroはコードの権利を完全にオープンソースの開発チームに移管した。Miroは商用版の開発に集中するようになり、Mambo Open SourceはRobert Castleyをリーダーとする形で別の道を歩むことになる。Miroは商用版のMambo CMSをリリース。同社によれば、権利移管後にオープンソース版に加えられた修正は含まれていないという。Miro Construct Pty Ltdは2003年2月に任意清算となり、同年8月にMiro International Pty Ltdが創業。Mambo Open Sourceのソースコードの版権表示には "2000 - 2003 Miro Construct Pty Ltd." とある。2003年12月、Mambo Open Source 4.5をリリース。このころにはMiroで書かれたコードはほぼ全面的に書き変えられている。
2004年3月、mamboforge.netというサイトを立ち上げた。このころからMamboが賞を受賞するようになる（受賞歴の節を参照）。同年後半、ソース中核部に含まれるコード断片について知的所有権を争う裁判を起こされ、出費と時間を割かれるようになり、主要開発者が何人か離れる結果となった。MiroはMamboに援助の手をさしのべ、開発チームとプログラムを守るために法律上の助言と同社のリソースを提供した。同年11月、Robert Castley がプロジェクト責任者を辞任し、Andrew Eddie が後任となった。同年12月、Miroの代表者とMambo開発チームの代表者らにより、Mamboプロジェクトを運営するためのMambo運営委員会が結成された。
2005年1月、Andrew EddieはMamboとMiro International Pty Ltdとの間で、Miroからオープンソースプロジェクトに財政支援を行い、Miroがトレーニング、商用サポートサービス、開発者認定を行うという提携に合意したと発表。2005年1月末、Junio Souza Martinsが個人的理由でプロジェクトを去っている。
2005年2月、Mamboプロジェクトのための非営利のファウンデーション設立の議論が始まった。3月には "Mambo Open Source" から "Mambo" に名称を変更した。4月には、Miroの商用版Mambo CMSが名称を "Jango" に変更した。8月8日に Mambo Foundation, Inc が正式に発足した。MiroのCEOであるPeter Lamontが同ファウンデーションの運営委員会委員長となった。運営委員会にはRobert CastleyとAndrew Eddieも加わっている。しかし数日後、チームの主要な開発者がまとまってMamboプロジェクトから抜けることを表明、その直後にRobert Castleyが運営委員を辞任した。抜けた開発者らは "Open Source Matters" というグループを結成し、Mambo Foundationがコミュニティを無視して結成されたと主張してmamboserver.comを拠点として新たなオープンソースコミュニティを立ち上げ、8月末にはプロジェクト名をJoomla!とした。Mamboコミュニティの大半はこちらに移った。同年9月、Open Source Matters Incがニューヨークで非営利組織として正式に登録されている。
Joomla!は自らを「Mamboのブランド名変更」と位置づけ、2005年9月にMamboからのフォーク Joomla 1.0をリリース。この時点では、両者のコードベースはほとんど同じである。Mambo側はMartin Bramptonを新たなリーダーとして新しい中核部の開発を開始した。MiroはMamboの著作権をMambo Foundationに移管した。
2005年12月31日、Miro International Pty Ltdが解散した。2006年1月、Peter LamontはMiro International Pty Ltdの資産を売却し、新たにMiro Software Solutionsが創業。同社は新たなオーナーの下でJangoなどの開発を続けた。同年4月、Mamboの中核部開発リーダーMartin Bramptonが辞任し、プロジェクトを離れた。後任にはChad Auldが選ばれた。同年7月、Mambo Foundation のサイトが Mambo Communities Pty Ltd から独立した。その後Mambo Foundationの運営委員会が改選され、Mambo Foundationはいかなる企業とも無関係の独立した組織となった。
2007年4月、Mambo 4.6.2をリリース。これは4.6.xのバグ修正と地域化機能を追加したものである。2008年1月、Mambo 4.5.6をリリース。Mambo 4.5ブランチの最終リリースとなった。同年2月、Chad Auldがプロジェクトを離れた。翌3月、John Messinghamがリーダー、Ozgur Cem Senが中核部開発リーダーとなった。Ozgur Cem Sen は間もなくプロジェクトを離れ、Andrés Felipe Vargas Valencia が後任に選ばれた。4月になると、かつてMambo開発にかかわっていた開発者4人がMamboからのフォークMiaCMSをリリース。彼らはMambo Foundationの方針に疑問を感じてプロジェクトを離れた者たちである。
2008年6月、Mambo 4.6.5をリリース。同年9月、MamboはPHP 4のサポート期間の終了を宣言し、今後はPHP 5.2かそれ以上のみを対象とするとした。

## 今後の開発
MamboはMambo 5.0でコードベースの完全な書き換えを予定しており、今後はCakePHPベースにするとしていた。しかし2011年1月現在、Mambo 4.6.5 のリリースから2年以上経過している。

## 受賞歴
- "Best Free Software Project of the Year" - Linux Format Magazine, 2004[36]
- "Best Linux or Open Source Software" - LinuxUser & Developer 2004[37]
- "Best Open Source Solution" - LinuxWorld, Boston 2005[38]
- "Best of Show - Total Industry Solution" - LinuxWorld, Boston 2005
- "Best Open Source Solution" - LinuxWorld, San Francisco 2005[39]
- "Best Open Source Solution" LinuxWorld, Sydney, Australia 2006